# 1993 (serie televisiva)
1993 è una serie televisiva italiana, sequel di 1992, nata da un'idea di Stefano Accorsi, creata da Alessandro Fabbri, Ludovica Rampoldi e Stefano Sardo e diretta da Giuseppe Gagliardi. È seguita da 1994, capitolo conclusivo della serie.
Come nel prequel 1992, la serie è situata principalmente nelle città di Roma e Milano e la trama segue la storia di sei personaggi immischiati nel complesso scenario politico italiano dei primi anni novanta, nel quale vi furono una serie di inchieste giudiziarie passate alla storia con l'espressione Mani Pulite che portarono alla fine della Prima Repubblica.
Tra i protagonisti ritroviamo Stefano Accorsi, Miriam Leone, Guido Caprino, Tea Falco, Domenico Diele, Antonio Gerardi, mentre vi è l'introduzione nel cast di Laura Chiatti nel ruolo di Arianna Rosato, nuova compagna di Leonardo Notte, e di Paolo Pierobon, che impersona Silvio Berlusconi (già presente in 1992 come personaggio ricorrente, impersonato da un altro attore mai ripreso in volto).
La serie, distribuita da Wildside, è stata trasmessa in prima visione dal 16 maggio al 6 giugno 2017 sui canali Sky Atlantic e Sky Cinema Uno.  Ha riscosso inoltre un successo internazionale, venendo distribuita in 85 paesi.

## Trama
La serie prosegue le vicende dei personaggi iniziate in 1992, avendo come sfondo i principali avvenimenti italiani dell'anno che dà il titolo all'opera: il processo Enimont, la caduta politica di Bettino Craxi e del PSI, gli attentati mafiosi di Firenze, Roma e Milano, i referendum abrogativi, la fine della Prima Repubblica e la discesa in campo di Silvio Berlusconi.

## Personaggi e interpreti

### Personaggi principali
- Leonardo Notte è interpretato da Stefano Accorsi. 
Leo è ormai uno dei più stretti e fidati collaboratori di Silvio Berlusconi, del quale si occupa di ogni aspetto della campagna mediatica per la futura discesa in campo del Cavaliere. Fra i compiti che deve svolgere vi è anche quello di "zittire" Alberto Muratori, il quale è ora affiliato al Partito Democratico della Sinistra ed è uno dei più feroci detrattori dell'imprenditore milanese. Durante l'incontro con Alberto, Leo viene a conoscenza di tutta la verità sulla vicenda che lo coinvolse 16 anni prima, e sfrutta proprio ciò per ricattare Muratori in modo che egli non critichi più pubblicamente Berlusconi. Per riconoscenza, il Cavaliere gli promette di candidarlo in parlamento. Anche la vita privata di Leo ha subìto un drastico cambiamento: per ragioni non chiarite, ha interrotto ogni rapporto con Beatrice Mainaghi, con la quale aveva intrapreso una relazione. Dopo avere ucciso Rocco, anche la sua psiche ne ha risentito e, forse per rimorso, forse per pura follia, ha iniziato a frequentare la di lui ex moglie, Arianna, con la quale ha iniziato una relazione sfociata nella convivenza nella casa di lei, assieme al figlio avuto con Venturi. Nonostante tutto, la vita di Leo sembra ora stabile e tutto pare andare per il verso giusto. Contro ogni previsione, a causa di un'ispezione straordinaria nei cantieri del Gruppo Mainaghi, viene ritrovato il cadavere di Rocco. Luca Pastore, poliziotto della squadra di Di Pietro, nonché ex collega di Rocco, inizia subito a sospettare di Leo. Lo aveva infatti conosciuto durante la stagione precedente mentre sorvegliava Beatrice Mainaghi (con la quale aveva anch'egli avuto una storia) e lo aveva sentito, attraverso una cimice, confessarle di avere commesso "una cosa orribile". Incontrandolo in questura, gli aveva promesso che un giorno avrebbe trovato un motivo per arrestarlo. I sospetti di Pastore su Leo si intensificano quando il poliziotto si reca a casa di Arianna e scopre che il suo nuovo convivente è, guarda caso, proprio Leo. Un giorno, lo spacciatore che aveva aiutato Leo a identificare Rocco, viene arrestato e, per ottenere uno sconto di pena, rivela a Pastore quanto accaduto un anno prima. Leo viene così arrestato con l'accusa di omicidio volontario con occultamento di cadavere, e viene incarcerato. Durante la detenzione, Leo stringe amicizia con Sergio Cusani, uno degli arresti del pool di Mani Pulite, col quale istituisce un corso di italiano per detenuti stranieri. In carcere riceve la visita di Arnaldi avvocato dei Mainaghi che ora lavora per conto del boss mafioso Luigi Brancato. Gli propone di uccidere Antonino Del Re, imprenditore anch'egli detenuto per le vicende di Mani Pulite e che ha intenzione di raccontare dei suoi trascorsi con la mafia. Se Leo farà ciò, Brancato troverà il modo di farlo uscire. Dapprima riluttante, e dopo un tentativo in prima persona fallito, Leo paga uno dei suoi "alunni" stranieri per l'omicidio. Brancato mantiene la parola, e un'altra persona si costituisce per l'omicidio di Rocco Venturi: Notte è di nuovo libero. Fuori dal carcere, tuttavia, la vita non è semplice quanto prima. Arianna è ancora assolutamente convinta della colpevolezza di Leo e, nonostante i tentativi di riavvicinamento di quest'ultimo, lo mantiene alla larga, cercando in tutti i modi una confessione da parte di Leo, che alla fine otterrà. Anche in àmbito lavorativo tutto è cambiato: Berlusconi, per paura di ottenere un danno d'immagine dalla vicenda, non ha più intenzione di candidare Leo, sebbene voglia comunque averlo al suo fianco come consigliere. Ferito nell'orgoglio, Leo abbandona il Cavaliere, ed escogita un piano per riottenere il posto che prima occupava. Finge così di voler passare nelle file del PDS, dapprima cercando, fallendo, di entrare nelle grazie di Massimo D'Alema; poi riesce però a registrare una conversazione con un suo amico del PDS, il quale gli rivela che anche il PDS è in realtà coinvolto nella Tangentopoli, sebbene le sue attività non siano state scoperte. Notte decide di mostrare la registrazione a Berlusconi, recandosi al meeting tenutosi al Jolly Hotel in cui il Cavaliere e i futuri deputati di Forza Italia stanno incidendo l'inno del nascente partito, ma proprio appena fuori dall'albergo viene raggiunto da dei colpi di pistola da parte di Arianna.

- Pietro Bosco, interpretato da Guido Caprino.
Pietro è ancora ossessionato dell'abbandono di Veronica, è ormai totalmente dedito all'alcol e frequenta assiduamente prostitute, che obbliga a indossare parrucche rosse per ricordare Veronica. A causa del suo comportamento, è ormai ai margini del partito. Durante una seduta della Camera, Bosco sventola un cappio in aula, scatenando tafferugli e venendo espulso dall'aula. Il gesto non piace per nulla a Bossi e agli altri deputati leghisti, ma riceve invece gli apprezzamenti di Gianfranco Miglio: inoltre la vicenda riceve un certo risalto mediatico, tanto che Pietro viene invitato come ospite in trasmissione da Gad Lerner. Fra i giornalisti che partecipano all'incontro c'è anche Giulia Castello, sorella di Veronica, con la quale consuma un rapporto sessuale nella sua stanza d'albergo al termine della trasmissione. È proprio alla fine di tale amplesso che Pietro, dopo avere acceso la televisione, ha modo di vedere Veronica ospite da Gigi Marzullo. Per cercare di riavvicinarsi a lei, Pietro comincia a premere per ottenere un posto in Commissione di Vigilanza RAI. Questo posto, però, è già occupato dal compagno di partito Bortolotti. Pietro, conscio dell'omosessualità segreta di Bortolotti, organizza un complotto ai suoi danni con un transessuale conosciuto per caso poco tempo prima in un bordello: dopo avere passato una serata col politico, il transessuale si finge morto di overdose. Bortolotti per la disperazione chiama Pietro, il quale si incarica di far sparire il cadavere e consiglia al collega di tornare a Milano e di chiudere per sempre con la vita da parlamentare e gli eccessi ad essa correlati. Bortolotti segue il consiglio: Pietro ha la strada libera per la Commissione. Già subito dopo la prima riunione, tuttavia, Pietro rimane deluso: Veronica, dopo averlo incontrato, gli comunica di non essere per nulla impressionata dal suo gesto e di non voler più aver nulla a che fare con lui in ogni caso: inoltre, Pietro viene a conoscenza del fatto che la Commissione di Vigilanza è un organo destinato alla soppressione, e capisce quindi di essere ancora un politico marginale. Pietro è costretto nuovamente a chiedere consiglio a Gaetano Nobile, col quale si scusa per aver votato a favore dell'arresto. L'ex parlamentare democristiano gli consiglia di iniziare a frequentare i salotti romani, proibiti ai deputati leghisti da un diktat di Bossi. Frequentando i salotti romani. Pietro ha modo di conoscere la Baronessa Ravagnini, che lo esorta a convincere Bossi a partecipare ai salotti. Pietro tenta di avvicinare il senatùr, ma il segretario non vuole avere nulla a che fare con lui, in quanto Bortolotti (che nel frattempo ha compreso l'inganno) lo ha segnalato come persona di cui non fidarsi. A quel punto, ricordandosi degli apprezzamenti precedentemente ricevuti da Gianfranco Miglio, Pietro decide di puntare proprio su di lui, e stabilisce con Miglio una sorta di amicizia: lo porta con sé nei salotti, organizza cene con lui e con i colleghi di partito tenendo il segretario all'oscuro, e inoltre inizia a parlare male di Bossi. Il progetto di Pietro sembra riuscire: il professore prova sempre più diffidenza nei confronti di Bossi, fino a manifestare l'intenzione di volerlo deporre e di volere Pietro come suo braccio destro. Tuttavia, durante un salotto in casa della Baronessa, Pietro scopre che Bossi vi partecipa: evidentemente, è stato avvicinato per conto della Baronessa da qualcun altro. Sempre durante quella serata, la Baronessa gli rivela che egli è tutt'altro che essenziale ai fini della realizzazione dei suoi progetti di avvicinamento alla Lega. A quel punto, Pietro si rende conto che Miglio è ormai un uomo vecchio, solo e senza alcuna influenza. Decide così di cambiar strategia: insieme ai colleghi che avevano partecipato alle cene con Miglio, informa Bossi del progetto del professore di estrometterlo dal partito. Bossi, inizialmente diffidente, ha la conferma di ciò quando al congresso della Lega, dopo avere annunciato il sostegno al progetto di Silvio Berlusconi, riceve la disapprovazione di Miglio, col quale rompe definitivamente. Pietro diventa così uno dei più stretti uomini di fiducia di Bossi, e si guadagna inoltre il rispetto e l'ammirazione dei colleghi, ormai consapevoli che egli si è trasformato in un politico astuto e senza scrupoli.

- Veronica Castello, interpretata da Miriam Leone.
 È riuscita ad entrare nel giro della TV che conta come prima ballerina del Bagaglino, un agente personale che le procura frequenti interviste, copertine ed ospitate televisive di prestigio, ma un evento traumatico e l'incontro con Davide Corsi, un giornalista di gossip che però sogna di diventare scrittore del quale s'innamorerà, le farà riconsiderare tutta la sua vita, fino a decidere di entrare in politica a fianco di Silvio Berlusconi.

- Luca Pastore, interpretato da Domenico Diele.
Parallelamente alle indagini di Mani Pulite continua la sua inchiesta personale sulla malasanità. L'incontro con Eva, una ragazza sieropositiva, lo convincerà ad iniziare a guardare la sua situazione sotto una diversa prospettiva. Riuscirà a smascherare lo scandalo del sangue infetto, a causa del quale si è ammalato, dopodiché, decide di lasciare l'Italia assieme ad Eva, ed andare a Panama per trascorrere lì quel poco che gli resta da vivere.

- Beatrice "Bibi" Mainaghi, interpretata da Tea Falco.
Sempre al vertice dell'azienda di famiglia, stretta dalle indagini della procura da un lato e dai suoi soci d'affari mafiosi dall'altro. Deciderà di uscire da questa situazione quando scoprirà che il padre Michele in realtà non si è suicidato, ma è stato assassinato per ordine di Luigi Brancato, il boss mafioso socio occulto della holding Mainaghi, decidendo di diventare collaboratrice di giustizia, ma il tradimento del fratello Zeno (che mira a prenderne il posto) le risulterà fatale.

- Arianna Rosato, interpretata da Laura Chiatti.
Fisioterapista, è la nuova compagna di Leonardo Notte. È l'ex-moglie di Rocco Venturi dal quale ha avuto un figlio, a cui Leonardo si è molto affezionato. Venuta a sapere la verità sulla morte dell'ex marito, non crederà all'innocenza di Notte e, quando l'uomo viene scagionato, decide di farsi giustizia da sola, sparandogli un colpo di pistola, per poi fuggire.

- Antonio Di Pietro, interpretato da Antonio Gerardi.
Continua le indagini di Mani Pulite con il pensiero fisso di voler incastrare Bettino Craxi ed è al massimo della popolarità con il Processo Enimont.

- Silvio Berlusconi, interpretato da Paolo Pierobon.
Imprenditore ormai affermato e famoso in tutto il paese, si prepara ad entrare in politica affiancato dai fedelissimi Marcello Dell'Utri e Leonardo Notte.

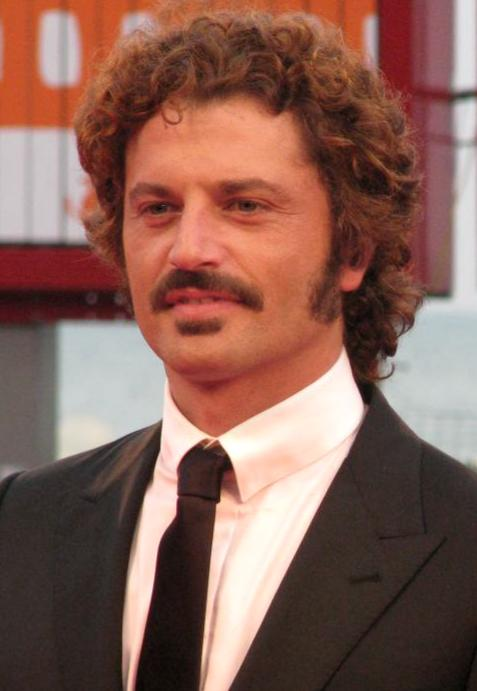
Guido Caprino interpreta Pietro Bosco
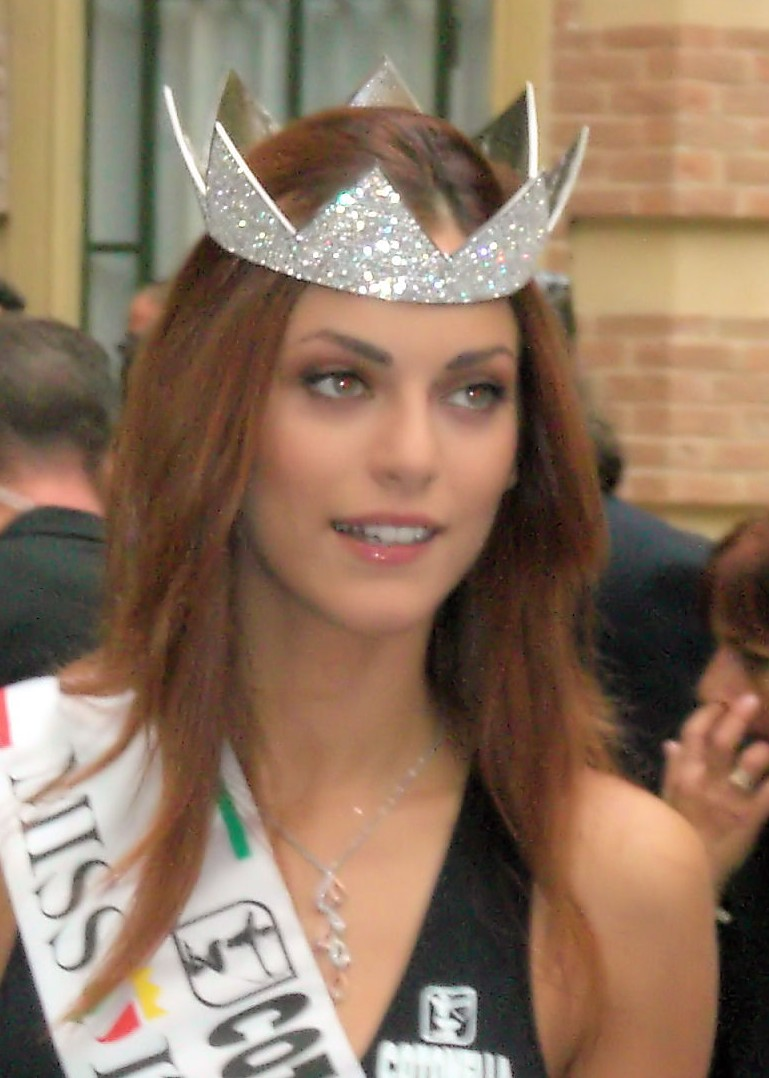
Miriam Leone interpreta Veronica Castello

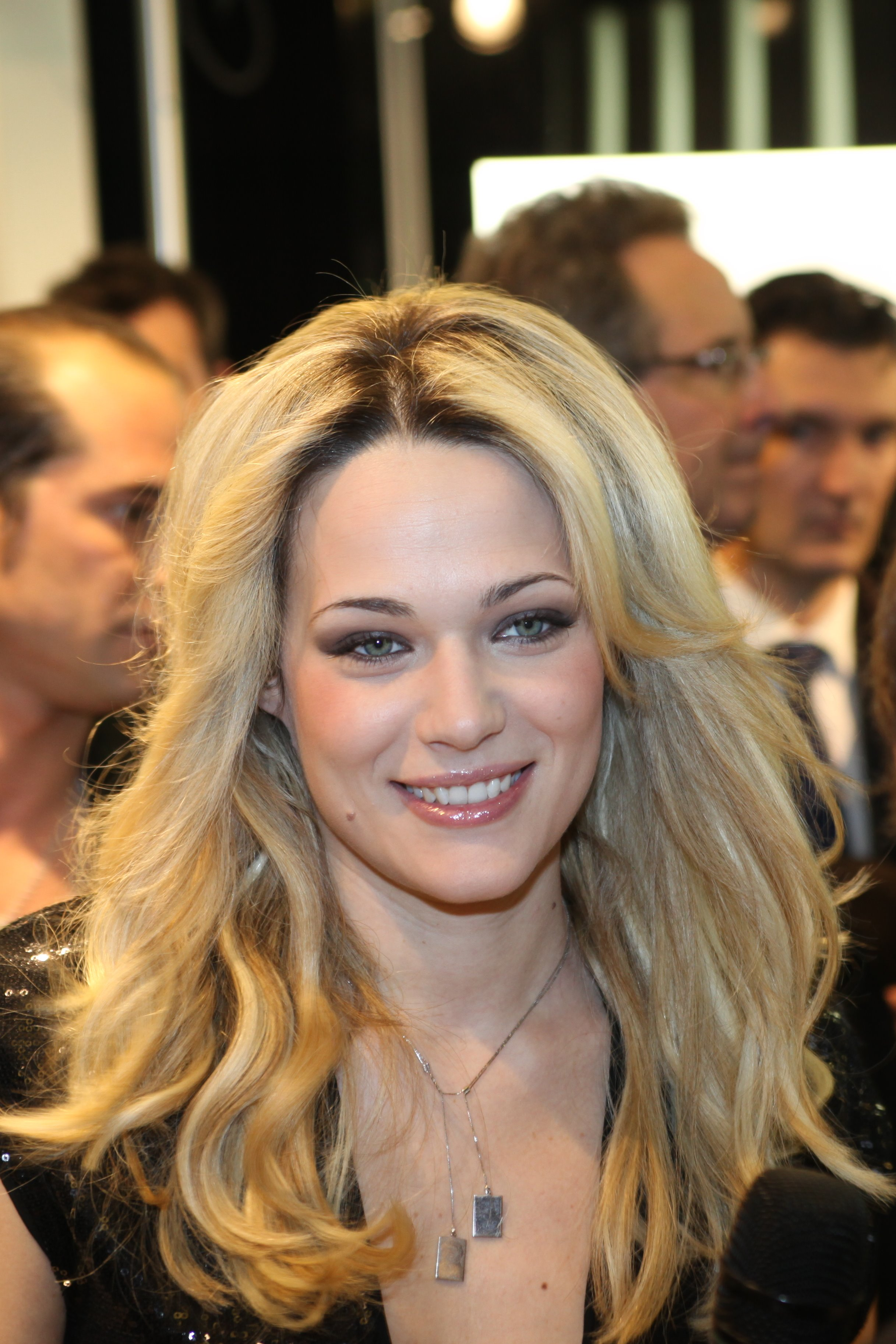
Laura Chiatti interpreta Arianna Rosato
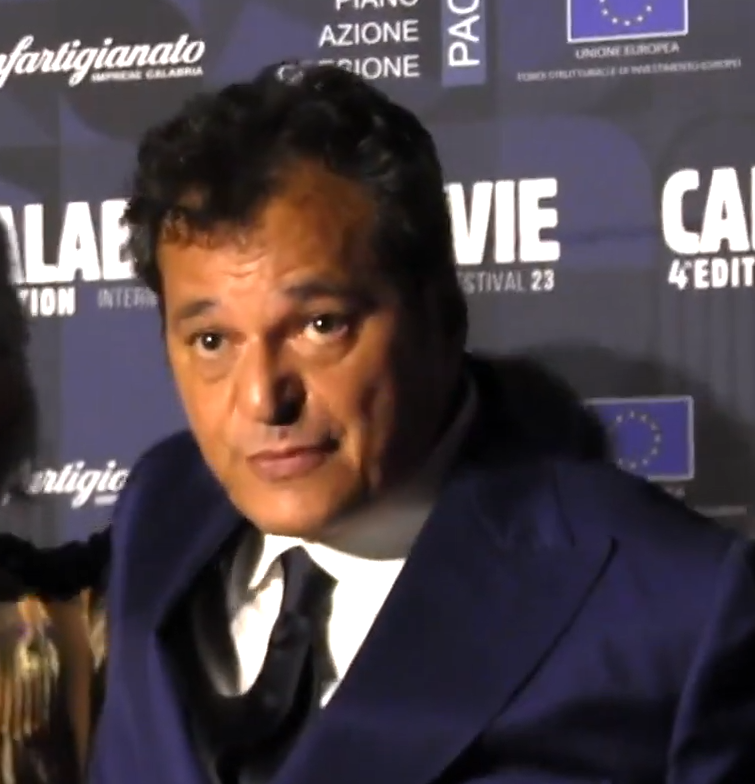
Antonio Gerardi interpreta Antonio Di Pietro
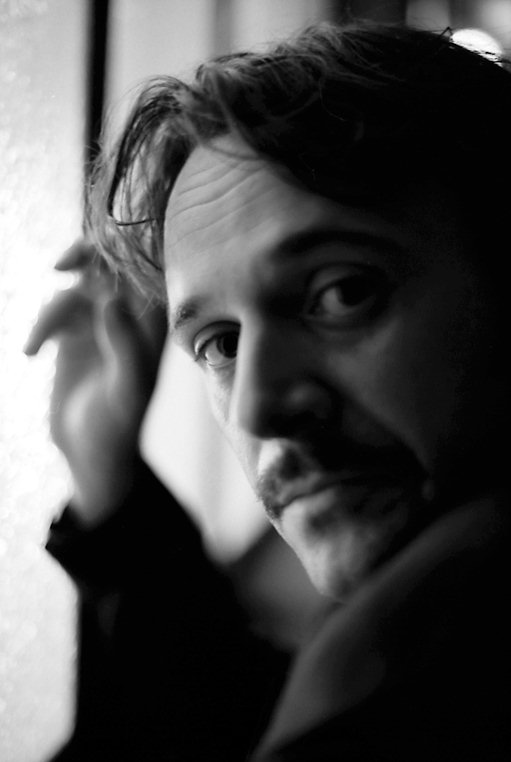
Paolo Pierobon interpreta Silvio Berlusconi